# O Espectro
O Espectro foi publicado durante 1846 e 1847, anos que correspondem à guerra da Patuleia, sob a direção de António Rodrigues Sampaio, que, clandestinamente, dirigiu este jornal, de forma audaz, proporcionando aos seus leitores informação atualizada sobre a guerra, a política, as finanças e a sociedade portuguesa.  Na sua prosa, faz uso frequente de um estilo irónico e sarcástico, tentando demonstrar ininterruptamente a superioridade beligerante das forças da Patuleia face às forças governamentais. A sua tipografia eram velhos materiais que provinham da Revolução de Setembro (jornal que dirigia aquando da eclosão da guerra civil) e que, com a ajuda de amigos tipógrafos, saltitaram por Lisboa, imprimido o jornal às escondidas, escapando invariavelmente às perseguições de que eram alvo. O seu propósito foi sempre atingido e O Espectro foi distribuído durante 7 meses, totalizando 63 números aos que acrescem 9 suplementos de última hora.